# Дейверсон Брум
Дейверсон Брум Сілва Акоста (порт. Deyverson Brum Silva Acosta, нар. 8 травня 1991, Ріо-де-Жанейро) — бразильський футболіст, фланговий півзахисник, нападник клубу «Палмейрас».

## Ігрова кар'єра
2012 року молодого нападника, що грав в одній з нижчих регіональних бразильських ліг, запросила до своїх лав лісабонська «Бенфіка». Відігравши один сезон за команду «Бенфіка Б», прийняв пропозицію перейти до іншої лісабонської команди, «Белененсеша», з якою уклав чотирирічний контракт.
Першу половину 2015 року провів в німецькому «Кельні», граючи на умовах оренди, після чого прийняв пропозицію продовжити кар'єру в Іспанії, де його новим клубом став «Леванте». Не зумів допомогти своїй новій команді зберегти місце у Прімері і влітку наступного, 2016, року на умовах річної оренди перейшов до «Алавеса».
У липні 2017 року повернувся на батьківщину, де уклав п'ятирічний контракт з «Палмейрасом», в якому став важливою складовою атакувальної ланки. Першу половину 2020 року знову провів в Іспанії, де на умовах оренди захищав кольори «Хетафе», після чого повернувся до «Палмейраса». 

## Титули і досягнення
- Чемпіон Бразилії (1): 2018
- Чемпіон штату Сан-Паулу (1): 2022
- Володар Кубка Лібертадорес (1): 2021
- Володар Рекопи Південної Америки (1): 2022